# Pseudeniaca
Pseudeniaca är ett släkte av steklar. Pseudeniaca ingår i familjen bredlårsteklar.
Kladogram enligt Catalogue of Life:
| Pseudeniaca | \| \| Pseudeniaca lyncaea \| \| \| \| \| \| Pseudeniaca petiolatus \| \| \| \| \| \| Pseudeniaca schulthessi \| \| \| \| |
|             | \| \| Pseudeniaca lyncaea \| \| \| \| \| \| Pseudeniaca petiolatus \| \| \| \| \| \| Pseudeniaca schulthessi \| \| \| \| |
|             | Pseudeniaca lyncaea |
|             | |
|             | Pseudeniaca petiolatus                                                                                                   |
|             | |
|             | Pseudeniaca schulthessi                                                                                                  |
|             | |